# Hondutel
Hondutel es una empresa estatal de telecomunicaciones de la República de Honduras, encargada de proveer servicios de telecomunicaciones (fija, móvil e Internet) y tecnologías de la información.

## Historia
Las primeras concesiones del servicio telefónico, fueron otorgadas en 1942, pero el servicio automático comenzó en 1932 con la instalación de una central telefónica de 1000 líneas en Tegucigalpa.
En 1976, mediante Decreto Ley n.º 431 del 7 de mayo de ese año, se crea la Empresa Hondureña de Telecomunicaciones Hondutel, la cual comienza a operar el 1 de enero de 1977, iniciando la historia moderna de las telecomunicaciones en el país. La empresa estatal descentralizada cuenta con personalidad jurídica, patrimonio propio con duración indefinida y dentro de sus atribuciones está la de prestar servicios de telecomunicaciones.
A pesar de ser una de las empresas de telecomunicaciones más grandes de América Central, por su número de usuarios la empresa tuvo problemas financieros a principios de la década.
Según registros al tercer trimestre del 2016, los abonados de líneas de teléfono fijo son de 462,333 lo que significa una caída de 6,58% según HONDUTEL. El número de usuarios de Internet por cada 100 hondureños alcanzó el 27.1 durante 2015, lo que equivale a que cada 27 habitantes de 100 accesan a la web.

## Telefonía fija
Hondutel ofrece servicios de telefonía fija e inalámbrica (821.200 líneas en 2007), servicio de Internet ADSL (línea de abonado digital asimétrica) y servicios de tarjetas pre-pago, entre otros servicios.

## Telefonía móvil
En 1996 Hondutel poseía la Banda A para telefonía celular. Sin embargo, el gobierno se la concedió a Celtel, ahora Tigo Honduras (Millicon), para que operara dicho servicio, prohibiendo a Hondutel desarrollar el mismo debido a que era la empresa con mayor rentabilidad en esos momentos.
En junio de 2007, siendo presidente de Honduras, José Manuel Zelaya Rosales y el gerente de Hondutel, Marcelo Chimirri, anunciaron el lanzamiento de una serie de redes de telefonía celular, conocidas bajo el nombre de Honducel.
Actualmente el servicio está disponible en las principales ciudades de Honduras. Por otra parte, en los lugares más remotos es la única empresa que brinda dichos servicios, cubriendo más de 56 comunidades y operando bajo el nombre de Hondutel móvil. 
El 19 de octubre de 2007 Hondutel lanzó una red de telefonía para la Zona metropolitana del Valle de Sula, denominada Sulacel, que incluye a la ciudad de San Pedro Sula y otras ciudades: La Lima, El Progreso, Puerto Cortes, Tela, La Ceiba, Trujillo, Olanchito, Santa Rosa de Copán, Ocotepeque, Valle de Ángeles, Danlí, El Paraíso, Comayagua, Siguatepeque, Taulabe, Choluteca, Juticalpa y Catacamas.
Los teléfonos móviles de Hondutel operan en la banda de 1900 MHz y con tecnología 2.5G. Cuentan con celdas de las marcas Ericsson y Siemens.
Actualmente compite con las empresas de telefonía móvil Tigo y Claro.

## Internet
Hondutel ofrece además un servicio de Internet por medio de telefonía fija, mediante la tecnología ADSL.

## Organización administrativa
Debido a la pobre o nula gestión administrativa la empresa que en algún tiempo era líder en la país hoy se encuentra en deterioro prácticamente total https://www.centralamericadata.com/es/article/home/Finanzas_de_Hondutel_siguen_deteriorndose; ya que en los gerentes se han prestado a destruir el patrimonio hondureño para darle campo a las empresas privadas que hoy tienen casi el total mercado de la telefonía.